# Miss Soudan du Sud
Miss Soudan du Sud est un concours de beauté féminine et destiné aux jeunes femmes habitantes et de nationalité sud-soudanaise. La sélection permet de représenter le pays au concours de Miss Monde.
Le concours de qualification pour Miss Monde a été lancé en 2011, l'année où le Soudan du Sud obtient son indépendance du Soudan.

## Lauréates
- 2017 : Christine Arual Longar[2].
- 2012 : Atong Demach (en), 23 ans, 1,80 m, de Djouba[3].